# Funkley (Minnesota)
Funkley es una ciudad ubicada en el condado de Beltrami en el estado estadounidense de Minnesota. En el Censo de 2010 tenía una población de 5 habitantes y una densidad poblacional de 3,22 personas por km².

## Geografía
Funkley se encuentra ubicada en las coordenadas 47°47′7″N 94°25′37″O / 47.78528, -94.42694. Según la Oficina del Censo de los Estados Unidos, Funkley tiene una superficie total de 1.55 km², de la cual 1.55 km² corresponden a tierra firme y (0%) 0 km² es agua.

## Demografía
Según el censo de 2010, había 5 personas residiendo en Funkley. La densidad de población era de 3,22 hab./km². De los 5 habitantes, Funkley estaba compuesto por el 80% blancos, el 0% eran afroamericanos, el 0% eran amerindios, el 0% eran asiáticos, el 0% eran isleños del Pacífico, el 0% eran de otras razas y el 20% pertenecían a dos o más razas. Del total de la población el 0% eran hispanos o latinos de cualquier raza.